# Унутрашњи радни модел везаности
Унутрашњи радни модел везаности је психолошки приступ који покушава да опише развој менталних репрезентација, посебно достојност сопства и очекиване реакције других на себе. Овај модел је резултат интеракције са примарним неговатељима који постају интернализовани, и стога је аутоматски процес. Џон Болби је применио овај модел у својој теорији везаности да би објаснио како се бебе понашају у складу са овим менталним представама. То је важан аспект опште теорије везаности.
Такви интерни радни модели усмеравају будуће понашање јер генеришу очекивања о томе како ће фигуре везаности реаговати на нечије понашање. На пример, родитељ који одбацује дететову потребу за бригом говори да уопште треба избегавати блиске односе, што доводи до неприлагођених стилова привржености.

## Врсте
Одојчад развија различите типове интерних радних модела у зависности од два фактора: одзивности и приступачности родитеља и достојности себе да буде вољено и подржано. Дакле, до треће године старости, одојчад ће развити неколико очекивања о томе како ће фигуре привржености реаговати на њихову потребу за помоћи и почети да процењују колика је вероватноћа да је уопште вредно подршке. Ове интернализоване репрезентације себе, фигура везаности и односа су конструисане као резултат искустава са примарним неговатељима. Он усмерава очекивања појединца о односима током живота, а потом утиче на друштвено понашање, перцепцију других и развој самопоштовања.
У суштини, могу се дефинисати четири различита интерна модела рада који се заснивају на позитивним или негативним сликама себе и других. Деца која се осећају безбедно везана траже свог родитеља као сигурну базу и вољна су да истражују своје окружење. У одраслом добу, они имају позитиван модел себе и других, стога се осећају пријатно са интимношћу и аутономијом. Напротив, одрасли који развијају унутрашњи радни модел који се плаши и избегава (негативно ја, негативни други) конструишу одбрамбене механизме како би се заштитили од одбијања од стране других. Сходно томе, избегавају интимне односе. Трећа категорија је класификована као преокупирани модел, што указује на комбинацију негативног самовредновања и уважавања других, што их чини претерано зависним од свог окружења. Коначно, одрасли који избегавају одрицање теже независности јер себе виде као вредне и аутономне. Они се ретко отварају и углавном се ослањају на себе због недостатка поверења у друге.
| Тип             | Опис                                 | Модел себе | Зависност | Модел других | Избегавање |
| --------------- | ------------------------------------ | ---------- | --------- | ------------ | ---------- |
| Сигурни         | удобни са интимношћу и независношћу  | позитиван  | ниско     | позитиван    | ниско      |
| Избегавајући    | плаши се интимности, избегава        | негативан  | високо    | негативан    | високо     |
| Анксиозни       | заокупљен интимношћу                 | негативан  | високо    | позитиван    | ниско      |
| Дезорганизовани | одбацивање интимности, противзависно | позитиван  | ниско     | негативан    | високо     |

## Развој
Сматра се да су интерни радни модели резултат генерализованих репрезентација прошлих догађаја између фигуре везаности и детета. Дакле, у формирању интерног радног модела дете узима у обзир прошла искуства са неговатељем, као и резултате ранијих покушаја да успостави контакт са неговатељем. Један важан фактор у успостављању генерализованих представа је понашање неговатеља. Сходно томе, дете чији старатељ показује висок ниво родитељске осетљивости, одзивности и поузданости ће вероватно развити позитиван унутрашњи радни модел себе. Насупрот томе, честа искуства непоузданости и занемаривања од стране фигуре везаности подстичу појаву негативних унутрашњих радних модела себе и других.
Како се показало да одојчад поседују социјалне и когнитивне капацитете неопходне за формирање интерних радних модела, њихов почетни развој може се десити у првој години живота. Једном успостављени, претпоставља се да ће интерни радни модели остати углавном конзистентни током времена, развијајући се првенствено у сложености и софистицираности. Као такви, интерни радни модели мале деце могу укључивати приказе прошлих случајева одзива или доступности неговатеља, док интерни радни модели старије деце и одраслих могу интегрисати напредније когнитивне способности као што је машта о хипотетичким будућим интеракцијама. Међутим, може доћи до промена у интерним репрезентацијама везаности. Ово ће се највероватније догодити након поновљених искустава која су некомпатибилна са интерним моделом рада који је у то време био на снази. Један од начина на који се то може десити је током великих периода (што значи недеља или месеци) одсуства фигуре везаности. Током таквог дужег одсуства, дететово очекивање о доступности неговатеља да реагује стално се крши. Ово резултира променом понашања према неговатељу након поновног окупљања, што одражава промене у унутрашњем радном моделу дететовог односа.